# Blue Submarine No. 6
Blue Submarine No.6 (青の6号, Ao no Roku-gō) é uma série de mangá escrita e ilustrada por Satoru Ozawa, publicada originalmente em 1967, que posteriormente foi adaptada para uma série de OVA com quatro episódios pela Gonzo.

## Enredo
A história de Blue Submarine 6 se passa num futuro sombrio, no qual a Terra se transformou num mundo devastado e quase inteiramente submerso em água, em função de uma série de eventos desencadeados por um professor de nome Zorndyke. A catastrófica destruição causada por estes eventos ocasionou a morte imediata de 1 bilhão de pessoas em todo o mundo. Completando o cenário, uma sangrenta guerra entre a população em terra e os povos do mar traz ainda mais tristeza e sofrimento aos sobreviventes.
Hayami Tetsu vive neste cenário desolado. Ex-membro da tripulação do Blue Submarine n.6, Hayami resolveu abandonar o antigo posto, pois não vê sentido em lutar por um mundo completamente destruído e sem esperanças. A insistência emocionada da bela Kino Mayumi, tripulante novata que vem lhe entregar uma comunicação feita pela tripulação do submarino, injeta um pouco de energia no sempre sorumbático Hayami. O curso dos acontecimentos revelará um pouco mais do passado de Hayami e Mayumi, além de mostrar, aos poucos, as razões que levaram o mundo à destruição. Qual o motivo para a guerra entre terra e mar? Quem está de fato com a razão neste combate?

## Recepção
Eric Luce de Ex criticou o segundo mangá por seus personagens e dizendo: "Esse mangá se move tão devagar que só é possível pular páginas de cada vez para encontrar uma cena onde algo está acontecendo com qualquer profundidade real". O  Submarino Azul No. 6  OVA foi classificado como o 70º melhor anime de todos os tempos pela revista japonesa Animage.